# Municipio de Benezette
El municipio de Benezette (en inglés: Benezette Township) es un municipio ubicado en el condado de Elk en el estado estadounidense de Pensilvania. En el año 2000 tenía una población de 227 habitantes y una densidad poblacional de 0.8 personas por km².

## Geografía
El municipio de Benezette se encuentra ubicado en las coordenadas 41°14′30″N 78°19′59″O / 41.24167, -78.33306.

## Demografía
Según la Oficina del Censo en 2000 los ingresos medios por hogar en la localidad eran de $3346328,542850 y los ingresos medios por familia eran de $36,071. Los hombres tenían unos ingresos medios de $36,875 frente a los $23,125 para las mujeres. La renta per cápita de la localidad era de $18,282. Alrededor del 7,0% de la población estaba por debajo del umbral de pobreza.